# Penicillium nalgiovense
Penicíllium nalgiovénse (лат.) — вид несовершенных грибов (телеоморфная стадия неизвестна), относящийся к роду Пеницилл (Penicillium).
Один из основных микромицетов, используемых для ферментации салями и других сухих колбас в Европе.

## Описание
Колонии на агаре Чапека достигают диаметра 2,5—3 см за 7 дней, белые, иногда с возрастом становятся зеленоватыми. Реверс обыкновенно жёлтый. На CYA достигают 3—3,5 см, радиально складчатые, бархатистые до шерстистых, часто с прозрачным экссудатом, с желтоватым реверсом. Колонии на агаре с солодовым экстрактом плоские, бархатистые до шерстистых, обильно спороносящие, белые до зеленоватых. Реверс оранжево-коричневый. При 37 °C рост отсутствует.
Конидиеносцы трёхъярусные с примесью двух- и четырёхъярусных, часто сильно разнообразные по строению на одной колонии, неправильные, гладкостенные, 200—300 мкм длиной и 3—4 мкм толщиной. Метулы в мутовках по 2—6, 7—15 мкм длиной. Фиалиды фляговидные, с широкой короткой шейкой, 8—10 × 2—2,5 мкм. Конидии шаровидные или почти шаровидные, редко широкоэллипсоидальные, 3—4 × 2,3—3,5 мкм.

### Отличия от близких видов
Близок Penicillium chrysogenum и, возможно, представляет введённую в культуру его форму. Отличается от него белым до едва зеленоватого спороношением, насыщенно-оранжевым реверсом на MEA и неправильно разветвлёнными конидиеносцами.
Другой близкий вид — Penicillium dipodomyis, встречающийся в жарких пустынных регионах, отличающийся зелёным спороношением и более однообразными трёхъярусными конидиеносцами.

## Экология и значение
Встречается на салями и сырах, в почвах холодных пустынь и других регионов.
Используется для ферментации салями в Венгрии, Германии, Италии, Испании.

## Таксономия
Описан в 1932 году с образцов сыра, производимого в чешском городе Нальжовске-Гори (отсюда название).
Penicillium nalgiovense Laxa, Zentralbl. Bakteriol. Parasitenkd., Abt. II 86 (5-7): 160 (1932) ['nalgiovensis'].